# Danomyia hepsocrene
Danomyia hepsocrene är en tvåvingeart som beskrevs av Jason Gilbert Hayden Londt 1993. Danomyia hepsocrene ingår i släktet Danomyia och familjen rovflugor. Inga underarter finns listade i Catalogue of Life.